# Gustavo Espina
Gustavo Adolfo Espina Salguero (Asunción Mita, 26 de noviembre de 1946–23 de octubre de 2024) fue un empresario, pastor evangélico y político guatemalteco que se desempeñó como vicepresidente de Guatemala del 14 de enero de 1991 hasta el 1 de junio de 1993 e interinamente Presidente de la República de Guatemala del 1 al 5 de junio de 1993, aunque la historiografía no lo considera como presidente. 

## Biografía
Nacido el 26 de noviembre de 1946 en Asunción Mita, departamento de Jutiapa. Fue elegido como compañero de fórmula del empresario Jorge Serrano Elías para las elecciones presidenciales de 1990 por el partido Movimiento de Acción Solidaria (MAS). El binomio del MAS ganó las elecciones y asumieron sus puestos el 14 de enero de 1991.
A raíz del denominado "Serranazo", en el que Jorge Serrano Elías se vio obligado a huir del país, el estamento militar trató de instaurar a Espina en el poder, pero el Congreso guatemalteco votó el 3 de junio contra su nombramiento y la renuncia fue presentada dos días después. Fue relevado por Ramiro De León Carpio, entonces procurador de Derechos Humanos quien le acusó de los delitos de violación de la Constitución, rebelión y usurpación de funciones por su complicidad en el auto golpe de Estado.  El 1 de junio, luego de la salida de Serrano Elías, Espina llegó al hemiciclo parlamentario a tomar posesión como presidente, pero debido a la presión social, no pudo tomar posesión debido a la falta de diputados, pero asumió la jefatura del estado bajo el título de Vicepresidente. 
En efecto, la Corte de Constitucionalidad mediante dictamen de 4 de junio de 1993, declaró que el vicepresidente Gustavo Espina Salguero, al igual que el presidente Jorge Serrano Elías, se encontraban inhabilitados para el ejercicio de la presidencia de la república, por lo cual el Congreso declaró la vacancia de ésta. Atendido los graves acontecimientos políticos, el 5 de junio de 1993, Gustavo Espina Salguero presentó su renuncia irrevocable al cargo de "Vicepresidente de la República de Guatemala".
Espina salió al exilio y retornó al país en 1997. Fue juzgado y declarado culpable por violación a la Constitución, pero su sentencia fue cambiada por una pequeña multa.

## Vida personal
Tenía tres hijos, Gustavo, Manuel Alfredo y Thelma Espina Pinto.
El 23 de octubre de 2024, la Secretaría de Asuntos Administrativos y de Seguridad anunció la muerte de Espina.